# Antoni Paszkowicz
Antoni Paszkowicz (ur. 3 sierpnia 1935 w Gajlowicach, zm. 29 lipca 1997) – polski koszykarz, multimedalista mistrzostw Polski.

## Osiągnięcia
- Mistrz Polski (1954, 1962)
- Wicemistrz Polski (1956, 1959)
- Brązowy medalista mistrzostw Polski (1957, 1958, 1961, 1963)
- Finalista pucharu Polski (1953, 1958)